# 220

## Събития
- Край на управлението на династията Хан в Китай